# Augustus Lawson
Augustus Odartei Lawson (* 24. Mai 1930) ist ein ehemaliger ghanaischer Leichtathlet.
1952 trat Lawson als einer von sieben Athleten für die Goldküste bei den Olympischen Sommerspielen in der finnischen Hauptstadt Helsinki an. Im zweiten Vorlauf des 4-mal-100-Meter-Staffelbewerbes erreichte die Mannschaft der Goldküste mit Lawson als Schlussläufer sowie mit Gabriel Laryea, George Acquaah und John Owusu nach einer Zeit von 42,1 Sekunden als Vierte das Ziel, was jedoch das Aus in Runde eins bedeutete.